# Seridó Oriental Paraibano (tiểu vùng)
Seridó Oriental Paraibano là một tiểu vùng thuộc bang Paraíba, Brasil. Tiều vùng này có diện tích 2609 km², dân số năm 2007 là 66959 người.